# To the Power of Three
To the Power of Three ist das erste und bisher einzige Studioalbum der Progressive-Rock-Gruppe Three, veröffentlicht im Jahre 1988.

## Entstehungsgeschichte
Nach dem Ende von Emerson, Lake & Powell gründeten Carl Palmer und Keith Emerson zusammen mit Sänger, Bassist und Gitarrist Robert Berry die Band Three. Mit einem Demo gelingt es der Band bei Geffen Records unter Vertrag genommen zu werden. Mit Talkin’ Bout, Runaway und You Do or You Don’t schrieb Berry drei der insgesamt acht Lieder. Talkin’ Bout war ein Überbleibsel von Berrys vorheriger Band GTR. Emerson steuerte On My Way Home bei, das seinem verstorbenen Weggefährten Tony Stratton-Smith gewidmet ist. Gemeinschaftlich komponierten die Musiker Lover to Lover und das mehrteilige Desde la Vida. Songwriterin Sue Shifrin schrieb das Lied Chains. Zusätzlich ist noch das The-Byrds-Cover Eight Miles High auf dem Album enthalten. Das Album wurde innerhalb von drei Monaten in den Londoner Studios E-Zee Studios und West Side Studios, London eingespielt.

## Titelliste
1. Talkin’ Bout (Berry) – 4:02
2. Lover to Lover (Emerson, Berry, Palmer) – 4:12
3. Chains (Shifrin, Marlette) – 3:43
4. Desde la Vida – 7:08
La Vista (Emerson, Berry, Palmer)
Frontera (Emerson)
Sangre de Toro (Emerson, Palmer)
5. Eight Miles High (Clark, McGuinn, Crosby – überarbeiteter Text: Emerson, Berry, Palmer) – 4:11
6. Runaway (Berry) – 4:44
7. You Do or You Don’t (Berry) – 5:06
8. On My Way Home (Emerson) – 4:46

## Erfolg
Das Album erreichte Platz #97 in den US-Billboard 200 und die Single Talkin’ Bout erreichte Platz #9 in den US Mainstream-Rock-Track-Charts. Nicht nur aus kommerziellen Gründen geriet das Album zum Flop. Auch künstlerisch wurde das Album nicht besonders gut aufgenommen. Statt anspruchsvollem Progressive Rock, wie man es von Emerson und Lake gewohnt war, lehnte sich Three eher an den Mainstream und Adult Oriented Rock an. Keith Emerson nannte das Album Jahre später das „kommerziellste Produkt, in das [er] jemals eingebunden war“. Der Musikexpress nannte das Album bei der Entstehung ein „Musterbeispiel dafür, wenn moderne Keyboard-Technik in die falschen Hände gerät.“